# Laux Rucker

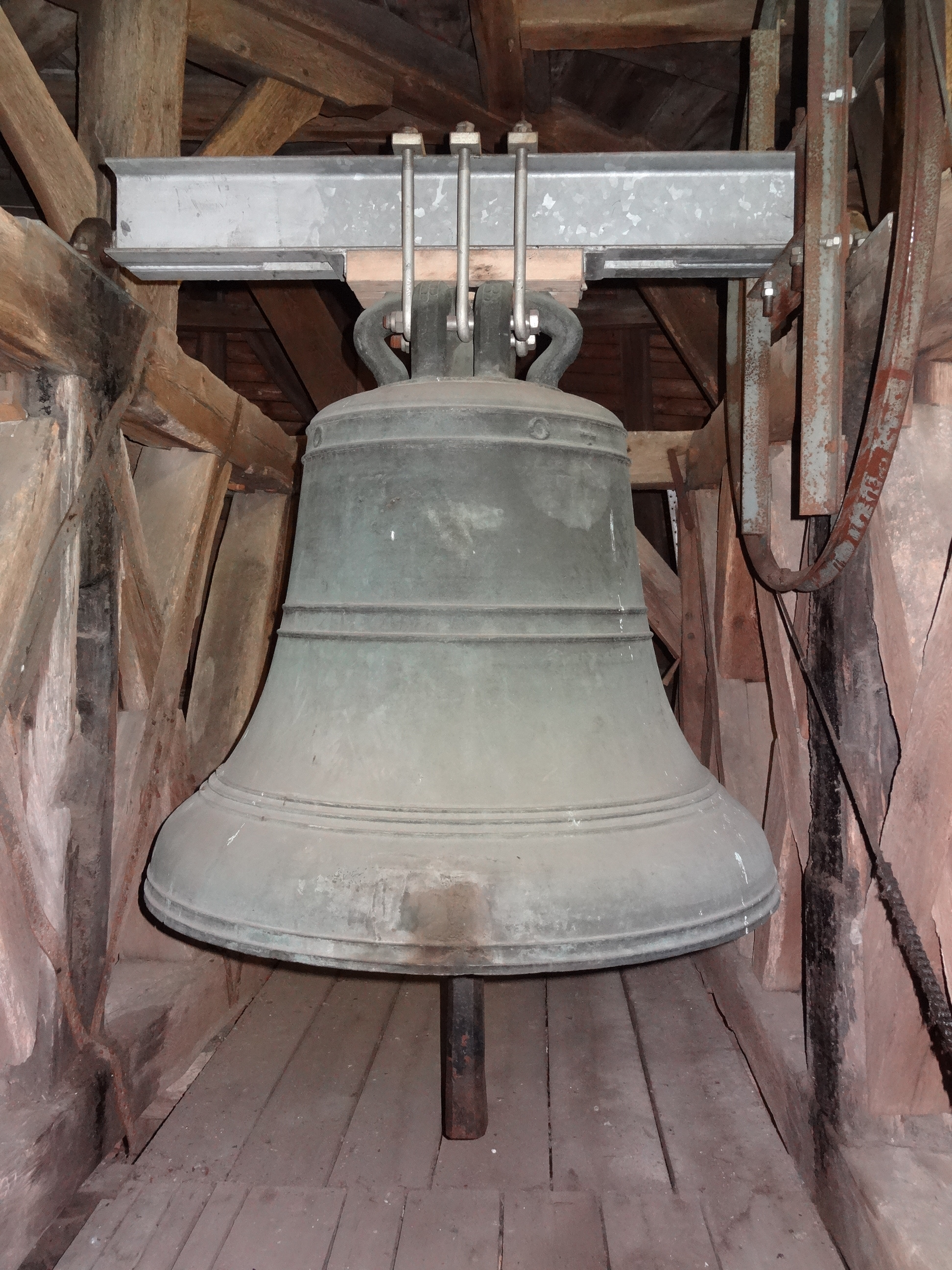
Glocke aus dem Jahr 1600 in St. Michaelis (Oberkleen)

Laux Rucker, hess. für Lucas Rucker (geb. vor 1572; gest. nach 1603) war ein deutscher Glockengießer in Hessen. Er war ein Lehrling des Frankfurter Gießermeisters Nikolaus Göbel, Sohn des Konrad Gobel. 1572 heiratete er in Frankfurt. Nachdem Nikolaus Göbel 1576 gestorben war, bewarb sich Rucker gegen Nikolaus’ Bruder Simon auf die Stelle als Frankfurter Büchsenmeister, konnte sich jedoch nicht durchsetzen. 1586 beleidigte er den Maler und Drucker Elias Hofmann und musste daher aus Frankfurt fliehen. Seitdem arbeitete er als Wandergießer, vorrangig in Mittelhessen.

## Gefertigte Glocken

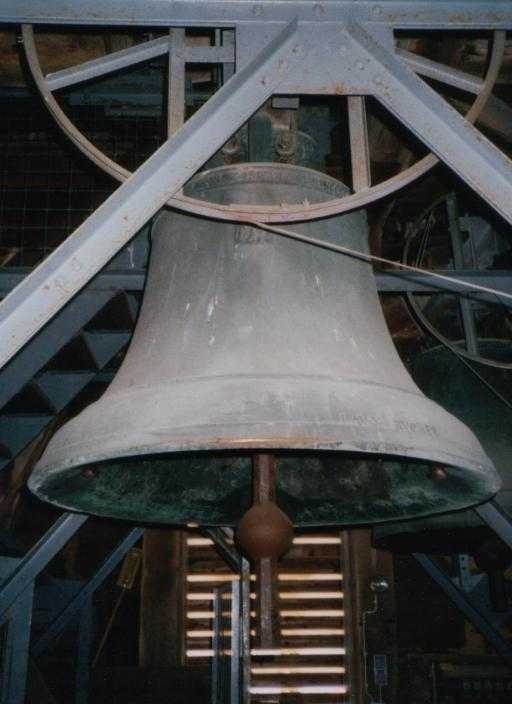
Sonntagsglocke aus dem Jahr 1582 in der Walpurgiskirche (Alsfeld)

Ruckers Glocken weisen einige ähnliche Elemente auf, etwa als Reliefs eine Heilig-Geist-Taube oder einen Engel. Auch bestimmte Sprüche, teils im Knittelvers verfasst, verwendete Rucker mehrmals ebenso wie lateinische Verse bei den drei für Klöster gegossenen Glocken. Seine 1590 für Netphen gegossene Glocke beansprucht trotz inzwischen gut untersuchter, anderslautender Faktenlage die Gießerei Rincker für sich. Der Politiker und siegerländer Heimatforscher Heinrich von Achenbach, der die hessische Namensform Laux nicht kannte, las den Gießer in der Inschrift 1897 fälschlich als Hans Rucer ab, wodurch sie, beeinflusst durch eine Rincker-Glocke des 18. Jahrhunderts im gleichen Turm einem nicht nachweisbaren Hans Rincker zugeordnet wurde. Sie trägt jedoch die typischen Rucker-Elemente und ist zwei weiteren Rucker-Glocken geografisch nahe.
| Jahr             | Ort                      | Kirche                     | Status          | Schlagton | Masse    | Durchmesser | Reliefs         | Inschrift/Bemerkung |
| ---------------- | ------------------------ | -------------------------- | --------------- | --------- | -------- | ----------- | --------------- | --- |
| aus Frankfurt    |                          |                            |                 |           |          |             |                 | |
| 1575             | Beuern                   | ev. Kirche                 | vorhanden       | c2        |          |             | Taube, Engel    | ES HAT MICH DIE GEMEIN ZV BEVERN GISSEN LASSEN DVRCH RICKERN ANO DNI MDLXXV |
| 1578             | Holzheim                 | ev.-ref. Kirche            | 1847 umgegossen |           |          |             |                 | |
| 1579             | Weiskirchen              | kath. St. Petrus in Ketten |                 |           |          |             | Taube, Engel    | |
| 1580             | Bicken                   | ev. Kirche                 |                 |           | 325 kg   | 830 mm      |                 | Zu reiner Lehr und Gottes Ehr / ruf ich meine Nachbarn zu mir her / allein Gott die Ehr / und sonst keinem mehr |
| 1580             | Niederweidbach           | ev. Marienkirche           | vorhanden       | b1        | 540 kg   | 950 mm      | Taube, Engel    | SORINER LEHR ZV GOTIES EHR RUFICH MEIN NHCHBERN HER ZV MIR DVHT WOLVN VER DROSSEN 1 5 8 0 / HAD MICH GOSSEN A LL EIN GOTT DIE EHR VND SVNSTKEIN NEM MEHR LAVX RVCKER (Zu reiner Lehr zu Gottes Ehr ruf ich mein’n Nachbarn zu mir her. Tut Wohl (!), [tut’s] unverdrossen. 1 5 8 0 Allein Gott die Ehr, und sonst keinem mehr. Laux Rucker hat mich gossen.) |
| 1582             | Alsfeld                  | ev. Walpurgiskirche        | vorhanden       | f1        | 1.635 kg |             | Taube, Wappen   | Servio Christo dum resonando ad sacra verba et pia vota convoco cœtus Christi colarum. MDLXXXII – in der noch leerstehenden Klosterkirche gegossen |
| 1582             | Grebenau                 | ev. Kirche                 |                 |           | 650 kg   |             | Taube, Engel    | |
| 1585             | Amönau                   | ev. Kirche                 |                 |           |          |             | Taube, Engel    | Zum Dienste des Herren ruff ich, / die Toten beklage ich, / Fewr und Auflauf verkünd ich / [...] |
| als Wandergießer |                          |                            |                 |           |          |             |                 | |
| 1588             | Oberholzklau             |                            |                 |           |          | 1.240 mm    | Taube, Justitia | Zu reiner Lehr und Gottes Ehr / ruf ich meine Nachbarn zu mir her / allein Gott die Ehr / und sonst keinem mehr |
| 1590             | Netphen                  | Martinikirche              | 1884 umgegossen |           | 1.313 kg |             |                 | Zum Dienste des Herren ruff ich, / die Toten beklage ich, / Fewr und Auflauf verkünd ich / zu Dillenburg im Jahre neunzig / Laux Rucker hat gossen mich |
| 1596             | Reiskirchen (Hüttenberg) | ev. Kirche                 | 1882 umgegossen |           |          |             |                 | |
| 1597             | Beilstein                | ev. Kirche                 |                 |           |          | 950 mm      | Taube           | LAUX RVCKER gos mich zu Dirschtein – lateinische Versinschriften – offenbar erst später nach Beilstein gekommen |
| 1600             | Oberkleen                | ev. St. Michaelis          | vorhanden       | fis1      |          |             | -               | keinerlei Inschrift außer Jahreszahl, Krone und Zierringe jedoch fast identisch zu Homberg |
| 1601             | Münster (Laubach)        | ev. Kirche                 | vorhanden       | ges1      |          |             | -               | keinerlei Inschrift außer Jahreszahl, Krone und Zierringe jedoch fast identisch zu Homberg |
| 1602             | Grünberg                 | ev. Stadtkirche            | vorhanden       | d1        | 1.600 kg | 1.450 mm    | Taube, Justitia | Zu Gottes Wort rufe ich, / die Toten beweine ich, / des Jüngsten Gerichts erinnere ich, / Lucas Rucker von Volpershausen [gos mich] |
| 1603             | Homberg (Ohm)            | ev. Stadtkirche            | vorhanden       | g1        | 730 kg   |             | Taube, Justitia | Zu Gottes Wort ruffe ich / die Lebendigen erwecke ich / die Dotten beweine ich / des Jvngsten Gerichts erinner ich / Lucas Ruiker gos mich |
| 1603             | Nieder-Wöllstadt         | ev. Kirche                 | vorhanden       | as1       |          |             | Taube           | lateinische Versinschriften, signiert als M LUCÆ RUCKER |